# Cordemais
Cordemais település Franciaországban, Loire-Atlantique megyében. Lakosainak száma 3954 fő (2022. január 1.). Cordemais Bouée, Malville, Le Pellerin, Saint-Étienne-de-Montluc, Le Temple-de-Bretagne és Vigneux-de-Bretagne községekkel határos.

## Népesség
A település népességének változása:
| Lakosok száma | 1453 | 2004 | 2374 | 2790 | 3431 | 3671 | 3705 | 3754 | 3800 | 3954 |
|               | 1968 | 1982 | 1990 | 2006 | 2013 | 2015 | 2017 | 2019 | 2020 | 2022 |